# برازی-آن-مروان
برازی-آن-مروان (به فرانسوی: Brazey-en-Morvan) یک کمون در فرانسه با جمعیت ۱۶۹ نفر است که در Canton of Liernais واقع شده‌است.